# Grupo ASIA
El Grupo Asia fue una organización peruana fundada el 13 de octubre de 2010 en la Universidad Nacional Mayor de San Marcos en Lima, Perú. Fue una iniciativa académica enfocada en el estudio, investigación y difusión del conocimiento sobre el desarrollo económico de los países de Asia y sus relaciones con América Latina —principalmente con el Perú—. Así también, la organización realizó diversos eventos, conferencias y talleres sobre aspectos económicos, políticos, diplomáticos, históricos, artísticos y culturales de las naciones del Asia-Pacífico.